# Prix Lucas Dolega

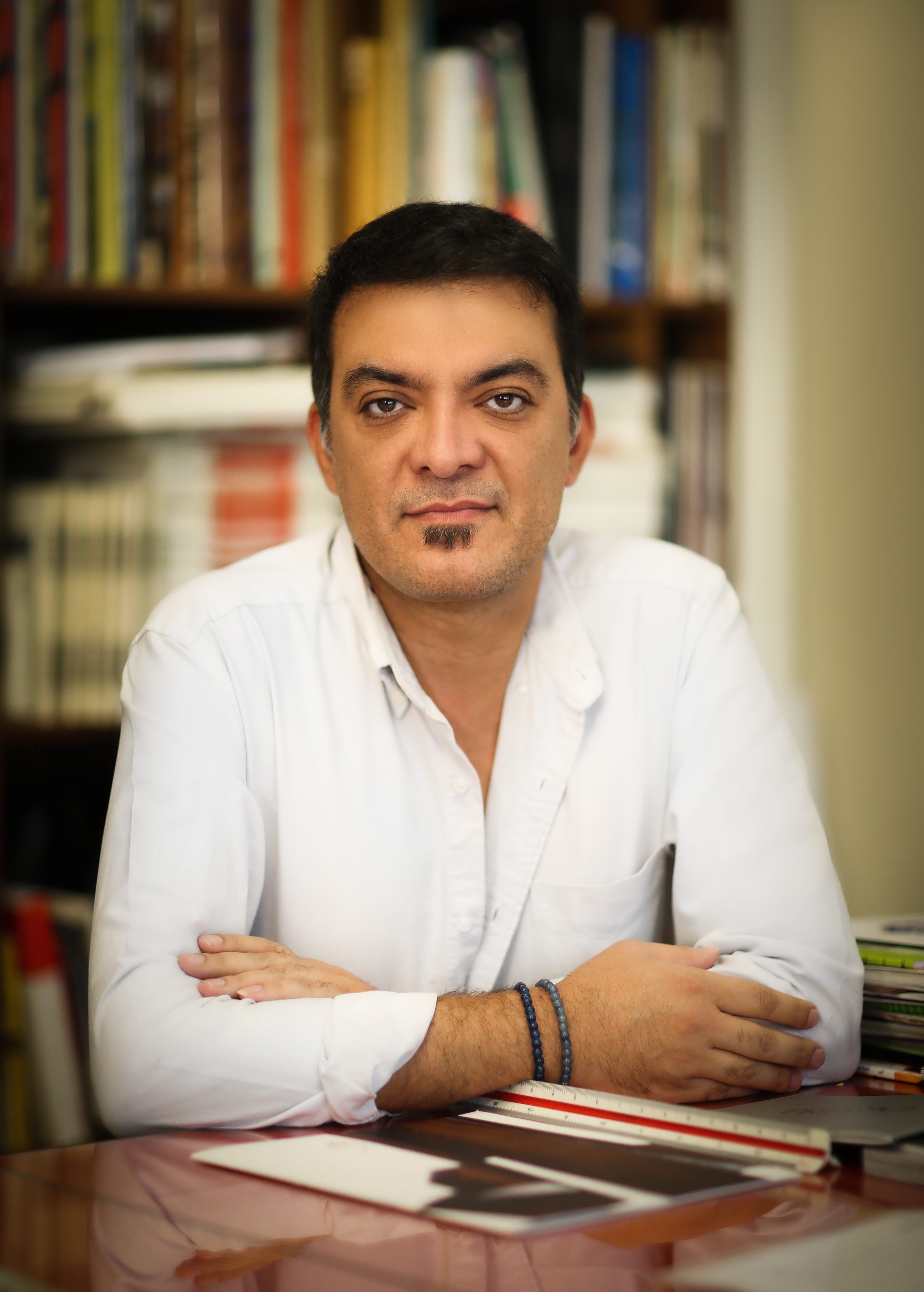
Majid Saeedi získal ocenění v roce 2014

Prix Lucas Dolega (Cena Lucase Dolegy) je francouzská fotografická cena, kterou v roce 2011 vytvořilo sdružení Lucase Dolegy a která byla poprvé udělena v roce 2012. Cílem sdružení je každoročně odměnit fotografického novináře za fotografickou zprávu v oblasti řešení konfliktní situace, občanské nebo vojenské války, nepokojů, útoků nebo veřejných demonstrací, přírodní nebo zdravotní katastrofy a jejich důsledků pro civilní obyvatelstvo.

## Historie
Prix Lucas Dolega byla založena v roce 2011, aby vzdala hold mladému francouzsko - německému fotografovi Lucasu Dolegovi, který zemřel 17. ledna 2011 ve věku 32 let během fotografování nepokojů v ulicích Tunisu, v prvních dnech Tuniské revoluce.
Cílem organizace, organizované ve spolupráci s městem Paříž, časopisem Polka a za podpory Reportérů bez hranic, je podpora fotografů, kteří pracují v obtížných podmínkách v ohrožení života, v oblastech napětí nebo konfliktu a riskují, aby zajistili šíření nezkreslených a svobodných informací. Přesná regulace ocenění: "Jeho podstatou je odměnit fotografa, který svým osobním nasazením, svou účastí v terénu, svým postojem a kvalitou své práce prokázal svou oddanost svobodě informací."
Cenu Lucase Dolegy uděluje výrobce fotografického zařízení Nikon, který vítězi nabízí dotaci na vybavení v hodnotě 10 000 eur. Autor má možnost uspořádat výstavu v Paříži, vydání alba v Reportéři bez hranic a v čísle časopisu Polka Magazine, které nabídne fotografovi výrobu další reportáže.
Dne 18. ledna 2012 starosta Paříže, Bertrand Delanoë, předal cenu prvnímu držiteli ceny Lucas Dolega, španělskému fotografovi Emilio Morenattimu, který pracoval pro Associated Press, za cyklus Displaced in Tunisia (Vysídlen v Tunisku).

## Laureáti
- 2012: Emilio Morenatti (Španělsko, Associated Press), za reportáž Displaced in Tunisia (Vysídlen v Tunisku).[1]
- 2013: Alessio Romenzi (Itálie) za mimořádnou práci v Sýrii: Surviving in Syria (Přežít v Sýrii) [2]
- 2014: Majid Saeedi (Írán) za reportáž v Afghánistánu: Life in War (Život ve válce)[3]
- 2015: Sébastien Van Malleghem (Belgie) za dlouhodobou práci Prisons (Věznice)[4]
- 2016: Hashem Shakeri[5]
- 2017: Brennan O'Connor[6], za reportáž Peace and development (Mír a rozvoj), černobílé fotografické dílo o etnických menšinách v Barmě
- 2018: Narciso Contreras[7]
- 2019: Javier Arcenillas[8]
- 2020: Ana Maria Arevalo Gosen za cyklus Dias Eternos (Nekonečné dny), zpráva o životních podmínkách ženských věznic v roce 2007 ve Venezuele[9][10]
- 2021: Hervé Lequeux za jeho práci o nečinné mládeži v oblasti Goutte a v Paříži.[11][12]
- 2022: Cédric Gerbehaye, za dokumentární fotografie zdravotní krize onemocnění Covid ve městě La Louvière v Belgii[13]